# C/2012 K5 (LINEAR)
C/2012 K5 (LINEAR) est une comète à longue période découverte par le programme LINEAR.

## Orbite
Elle a un périhélie de 1,14 UA. Au périhélie, elle a une légère queue. Elle est passée au périhélie le 29 novembre 2012.

## Observation
La comète était difficile à voir, elle était visible aux jumelles.

## Nom
La désignation de la comète est C/2012 K5 (LINEAR), soit :
- C montre que c'est une comète non périodique,
- 2012 montre qu'elle a été découverte en 2012,
- LINEAR montre qu'elle a été découverte par le programme LINEAR.